# Дымова, Лидия Георгиевна
Лидия Георгиевна Дымова (14 января 1937, РСФСР, СССР, Куйбышев — 21 октября 2023, Сызрань, Россия) — советская и российская театральная актриса. Заслуженная артистка РСФСР, Народная артистка Самарской области.

## Биография
Родилась 14 января 1937 года в Куйбышеве (ныне — Самара).
В 1960 году Дымова окончила студию при Куйбышевском драматическом театре, педагогом которого был народный артист СССР П. Л. Монастырский.
Работала в русском Гомельском драматическом театре, в Красноярском краевом драматическом театре им. А. С. Пушкина, в Алматинском русском театре для детей и юношества им. Н. И. Сац, Алма-Атинском ТЮЗе, в Сызранском драматическом театре им. А. Н. Толстого в 1960—1962 годах и с сентября 1978 года до конца жизни.
В 1990-е годы работала режиссёром-педагогом в театре «Кошкин дом».
Ушла из жизни 21 октября 2023 года в Сызрани на 87-м году жизни. Церемония прощания с актрисой прошла 23 октября в Сызранском драмтеатре. Похоронена на кладбище «Фомкин сад» рядом с мужем.

## Личная жизнь
- Была замужем за Андреем Дмитриевичем Дымовым (был артистом Сызранского театра). Дочь — Татьяна Дымова —

### Театральные работы
- Антигона — «Антигона» Ж. Ануя
- Аркадина — «Чайка» А. П. Чехова
- Ефросинья Сидоровна — «Печка на колесе» Н. Семёновой
- Катя — «С любимыми не расставайтесь» А. Володина
- Корделия — «Король Лир» У. Шекспира
- Ольга — «Три сестры» А. П. Чехова
- Царица Ирина — «Царь Фёдор Иоаннович» А. К. Толстого
- Шаргия — «Женщина за зелёной дверью» Р. Ибрагимбекова
- «Ханума» А. Цагарели

### 2012
- «Гроза» А. Н. Островского
- «Не такой как все» А. Слаповского
- «Старомодный коктейль» по киноповести Вина Дельмар
- «Сильвия» А. Р. Герни
- «Волшебное кольцо» Б. Шергина
- «Изобретательная влюблённая» Лопе де Вега
- «Отцы и дети» И. С. Тургенева
- «Мой бедный Марат» А. Арбузова
- «Наши» по роману Ф. Достоевского «Бесы» (инсценировка В. Курочкина)

## Звания и награды
- Заслуженный артист РСФСР
- Народный артист Самарской области (2018)
- Лауреат городской премии «Признание» в сфере культуры и искусства города Сызрань в номинации «Театральное дело» (1997)
- Почётный гражданин города Сызрань (1998)
- Почётная грамота Самарской губернской думы за большой вклад в развитие театрального искусства в Самарской области (2002)
- Почётная грамота Самарской губернской думы за 125-ти летие Союза театральных деятелей РФ (2002)
- Победитель областной акции «Женщина года — деятель культуры» (2005)
- Почётная грамота Союза театральных деятелей РФ (2007)
- Лауреат премии Губернатора в области культуры и искусства в номинации «Театральное дело» (2012)
- Почетная грамота Союза театральных деятелей РФ (2012)
- Лауреат областной общественной акции «Народное признание» в номинации «Признание и уважение» (2013)[12]
- Почётная грамота Главы Администрации городского округа города Сызрань (2013)
- Лауреат Губернаторской премии по распоряжению губернатора Самарской области Н. Меркушкина № 57-р от 12.02.2013 (12 февраля 2013)
- Премия «За честь и достоинство в профессии» в профессиональном губернском конкурсе «Самарская театральная муза» (2015)
- Диплом лауреата ежегодного городского конкурса «Женщина года 2016» (2016)
- Свидетельство о занесении на Доску почёта городского округа Сызрань (2019)
- Медаль «За заслуги перед городом 2 степени» (Сызрань; 2009)

## Издательства
- Лидия Дымова. В рабочем режиме (Сызрань) | Страстной бульвар, 10. Выпуск № 7-197/2017, Лица[13]